# Olaf Schubert (Fotograf)
Olaf Schubert (* 1974 in Zwickau) ist ein deutscher Fotojournalist und Buchautor. Schwerpunkt seiner fotografischen Arbeit und Autorentätigkeit sind asiatische Länder, wie Tibet, die Mongolei, Laos und Kambodscha.

## Leben
Schubert machte sein Diplom zum Thema „Identität im kulturellen Kontext am Beispiel Tibets“. Er schreibt und fotografiert für Bücher, Kalender und Journale. Außerdem zeigt er im deutschsprachigen Raum Diareportagen über die von ihm bereisten Länder. Er organisiert auch das „BilderBurg-Festival“, das seit 2003 jährlich auf der mittelalterlichen Burg Schönfels in Lichtentanne (Sachsen) stattfindet.
Als einer der ersten Fotografen brachte er Bildmaterial aus verschlossenen und unbereisten Gegenden mit nach Europa. In seinen Arbeiten versucht er, vor allem die Kultur und gesellschaftliche Situation anderer Völker begreifbar zu machen.
Schubert initiierte und leitet das Hilfsprojekt Kongpo-Chukla e. V. in Tibet. Dieser Verein förderte u. a. den Wiederaufbau von vier Schulen in der abgelegenen Region Kongpo in Osttibet, die in den regenreichen Jahren 1999 und 2000 durch Hochwasser zerstört wurden, und die medizinische Betreuung in abgelegenen tibetischen Provinzen.
2003 wurde er mit dem 11. Frankfurter „Weitsichtpreis für sozial engagierte Fotografen und Journalisten“ ausgezeichnet.
Schubert lebt in Dresden.

## Werke (Auswahl)
- Olaf Schubert: Vietnam – Im Land der Drachen. 1. Auflage. Kahl, Dresden 2019, ISBN 978-3-938916-31-5.
- Olaf Schubert: Tibet. 1. Auflage. Kahl, Dresden 2010, ISBN 978-3-938916-12-4 (Auszeichnung: Nominiert „Deutscher Fotobuchpreis 2012“).
- Olaf Schubert: Laos. 1. Auflage. Kahl, Dresden 2006, ISBN 978-3-938916-05-6 (Auszeichnung: Auswahltitel „Deutscher Fotobuchpreis 2008“).
- Stefan Eder, Olaf Schubert: Kalaket – Lao Impressions. Kahl, Dresden 2006, ISBN 3-938916-06-0 (CDs; Hörbuch/Klang-Impressionen aus Laos).
- Olaf Schubert: Mongolei. 4. erweiterte Auflage. Kahl, Dresden 2023, ISBN 3-938916-00-1.
- Olaf Schubert, Thierry Dodin: Tibet. Rosenheimer Verlagshaus, Rosenheim 2003, ISBN 3-475-53330-8.
- Sabriye Tenberken, Olaf Schubert: Tashis neue Welt. Ein blinder Junge zeigt uns Tibet. Dressler, Hamburg 2000, ISBN 3-7915-1998-0 (Dieses Buch wurde von der Deutschen Blindenstudienanstalt auch in einer Blindenschrift-Version herausgegeben).